# Agência Wolff
A Wolffs Telegraphisches Bureau, conhecida em português como Agência Wolff (1849 a 1934), foi uma agência de notícias prussiana (mais tarde, alemã) fundada pelo jornalista alemão Bernhard Wolff (1811 a 1879), editor do Vossische Zeitung e fundador do National-Zeitung (1848 a 1938). 
Foi uma das primeiras agências de notícias do mundo e uma das três maiores até a Segunda Guerra Mundial, juntamente com a Reuters britânica e a Havas francesa. Em 1865, as três formaram um cartel para o fornecimento de notícias aos mercados de imprensa em todo o mundo. 
A agência foi fundada em Berlim no dia 27 de novembro de 1849, um ano depois da revolução liberal que agitou a Prússia e outros estados alemães.
A agência foi confiscada e fechada em 1934, por ordem do governo nazista, e teve suas instalações e seus equipamentos unidos aos da nova agência fundada pelo Terceiro Reich, a Deutsches Nachrichtenbüro (DNB).

## 2
1. ↑  History of Wire Services, Revolutions in Communication
2. ↑  "Há 170 anos nascia a Wolff, primeira agência alemã" - blog Agências de Notícias, 27/11/2019.